# MC Mack
Pour les articles homonymes, voir Mack.
Donell Barton Jr. (né le 20 mars 1975) MC Mack est un rappeur, producteur de disques, chanteur, auteur-compositeur et entrepreneur de Memphis, au Tennessee.
Donell était l’un des membres originaux du groupe de hip-hop Three 6 Mafia à la fin des années 1980 et, en 1990, il a été invité par l’un des membres aux activités du groupe pour des désaccords personnels. Un autre groupe de hip-hop qui serait connu dans la scène hip-hop à Memphis The Kaze avec leur cousin Lil Corb ont fondé le groupe et aujourd'hui, MC Mack et les autres membres continuent les activités.

## Biographie
Donell est né le 20 mars 1975 à Memphis, dans le Tennessee, après que Donell ait eu 9 ans, il était au lycée de Raleigh-Egypt High School où il a commencé à faire de la musique. Il a commencé dans les années 1990 à écrire ses premières chansons au lycée et ses premières chansons ont été "Go To Church Hoe" et la deuxième chanson "Let's Make A Stang",.
En 1992, MC Mack et Lil Corb ont rencontré un autre rappeur et producteur de musique, Scan Man. Ces trois, ainsi que quelques autres rappeurs locaux, ont formé un groupe appelé initialement "Killa Klan Kaze", qui sera connu plus tard sous le nom de "The Kaze". Le premier contrat d’enregistrement du groupe a été réalisé avec Hypnotize Minds, sous le label ils ont sorti leur premier album, "Kamakazie Timez Up" en 1998.

## Discographie

### Singles
| Année | Single                        | Classements | Classements | Classements | Album                               |
| Année | Single                        | U.S.        | U.S. R&B    | U.S. Rap    | Album                               |
| ----- | ----------------------------- | ----------- | ----------- | ----------- | ----------------------------------- |
| 1996  | EZ Come Ez Go                 | 9           | 4           | 1           | EZ Come EZ Go (version)             |
| 1996  | Chapters of Tha Mack For Life | 38          | 17          | 2           | EZ Come EZ Go (version)             |
| 2017  | Sumptin' Down                 | -           | 55          | 16          | The Grand Finale: Pure Ana Volume 6 |